# Vonovia
Vonovia er en tysk ejendomsvirksomhed med hovedkvarter i Bochum. I 2015 fusionerede Deutsche Annington med GAGFAH og blev navngivet Vonovia. Virksomheden har over 400.000 lejligheder i Tyskland, Sverige og Østrig, 138.000 p-pladser og 6.748 erhvervslejemål.